# Robert Howe (Tennisspieler)
Robert „Bob“ Howe (* 3. August 1925 in Sydney; † 30. November 2004 in Santa Ana) war ein australischer Tennisspieler.
Er gewann in seiner Karriere vier Grand-Slam-Titel im gemischten Doppel. 1958 gewann er mit Mary Bevis Hawton die Australian Championships und mit Lorraine Coghlan in Wimbledon. Zwei weitere Male gewann er die Französischen Meisterschaften: 1960 mit Maria Bueno und 1962 mit Renée Schuurman.
Im Herrendoppel erreichte Bob Howe zwischen 1958 und 1961 mit wechselnden Partnern dreimal das Endspiel bei Grand Slams. Insgesamt gewann er in seiner Karriere 18 Doppeltitel und erreichte im Jahr 1977 Rang 12 der Weltrangliste im Doppel.
Er starb am 30. November 2004 in Santa Ana.